# КАМАЗ 4350

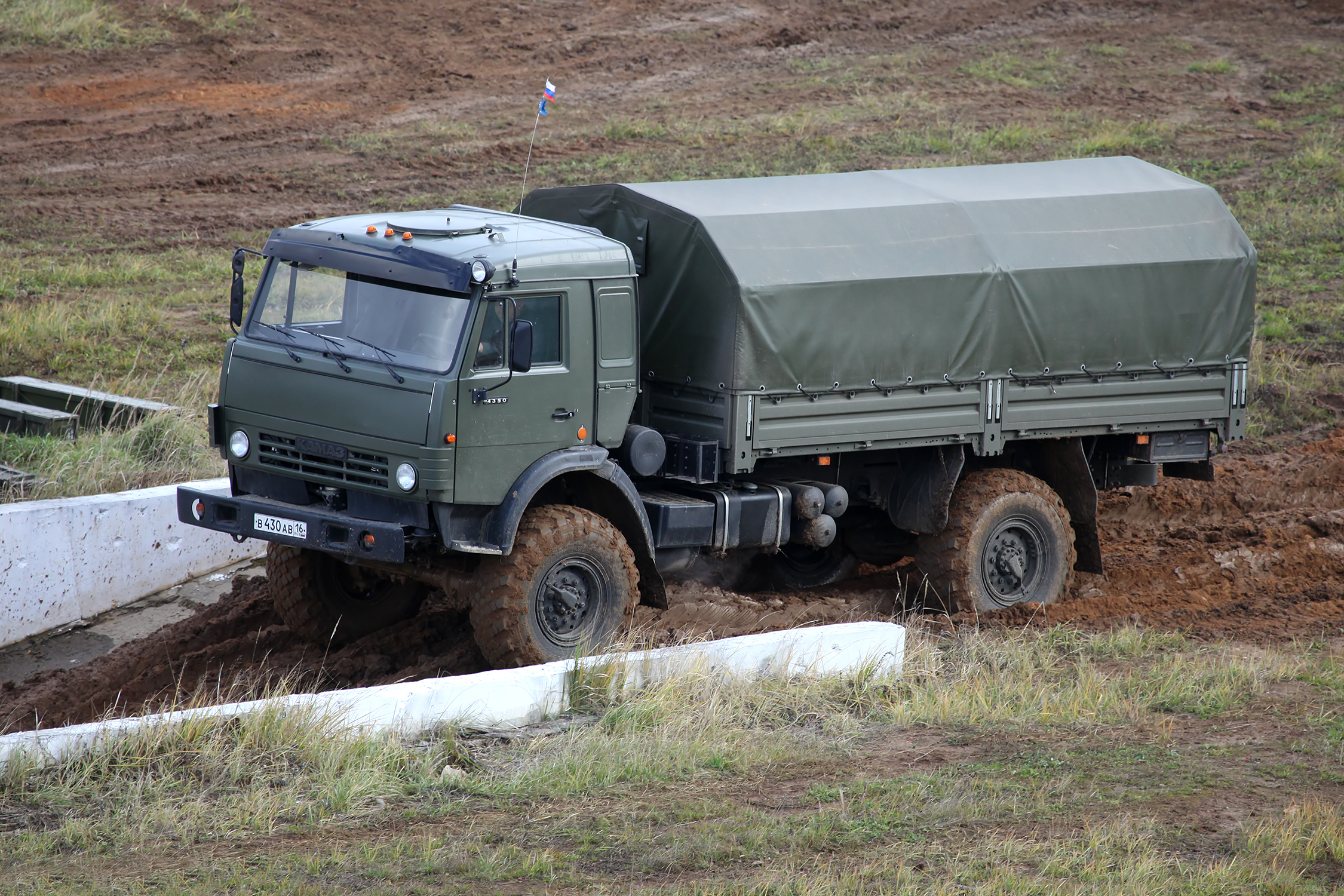
КамАЗ-4350 «Мустанг»

КамАЗ-4350 — російський автомобіль військового призначення з колісною формулою 4х4 виробництва Камського автомобільного заводу. Належить до сімейства «Мустанг», до якого також входять КАМАЗ 5350 6х6 та КАМАЗ 6350 8х8.
Автомобіль комплектується ГУР, лебідкою, дизелем КАМАЗ-740.11-240 потужністю 240 к.с., 5-ст. МКПП, покращене шасі, вантажністю 4 т. Виготовляється з 2003 року.

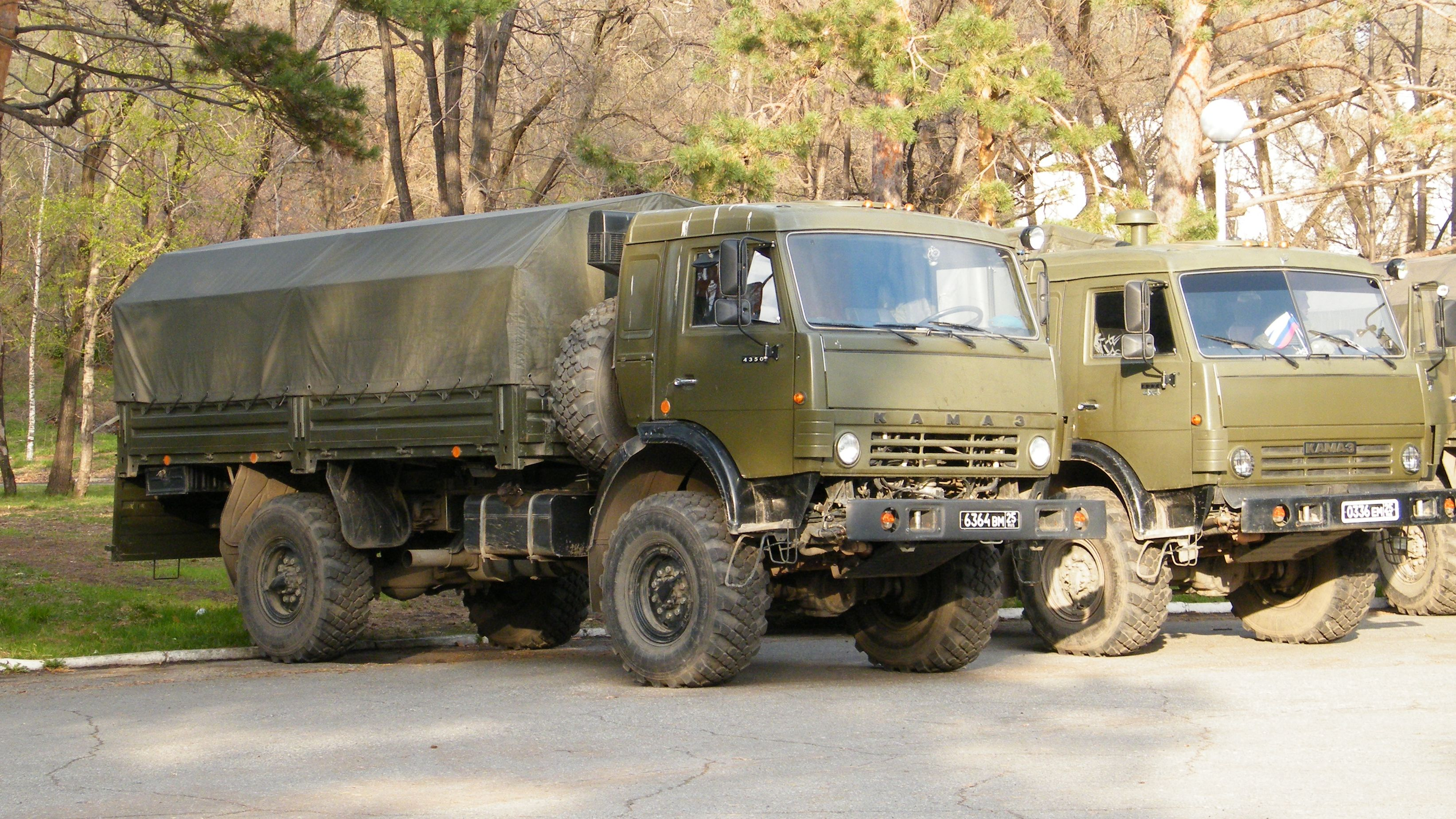
КамАЗ-4350 і КамАЗ-4326

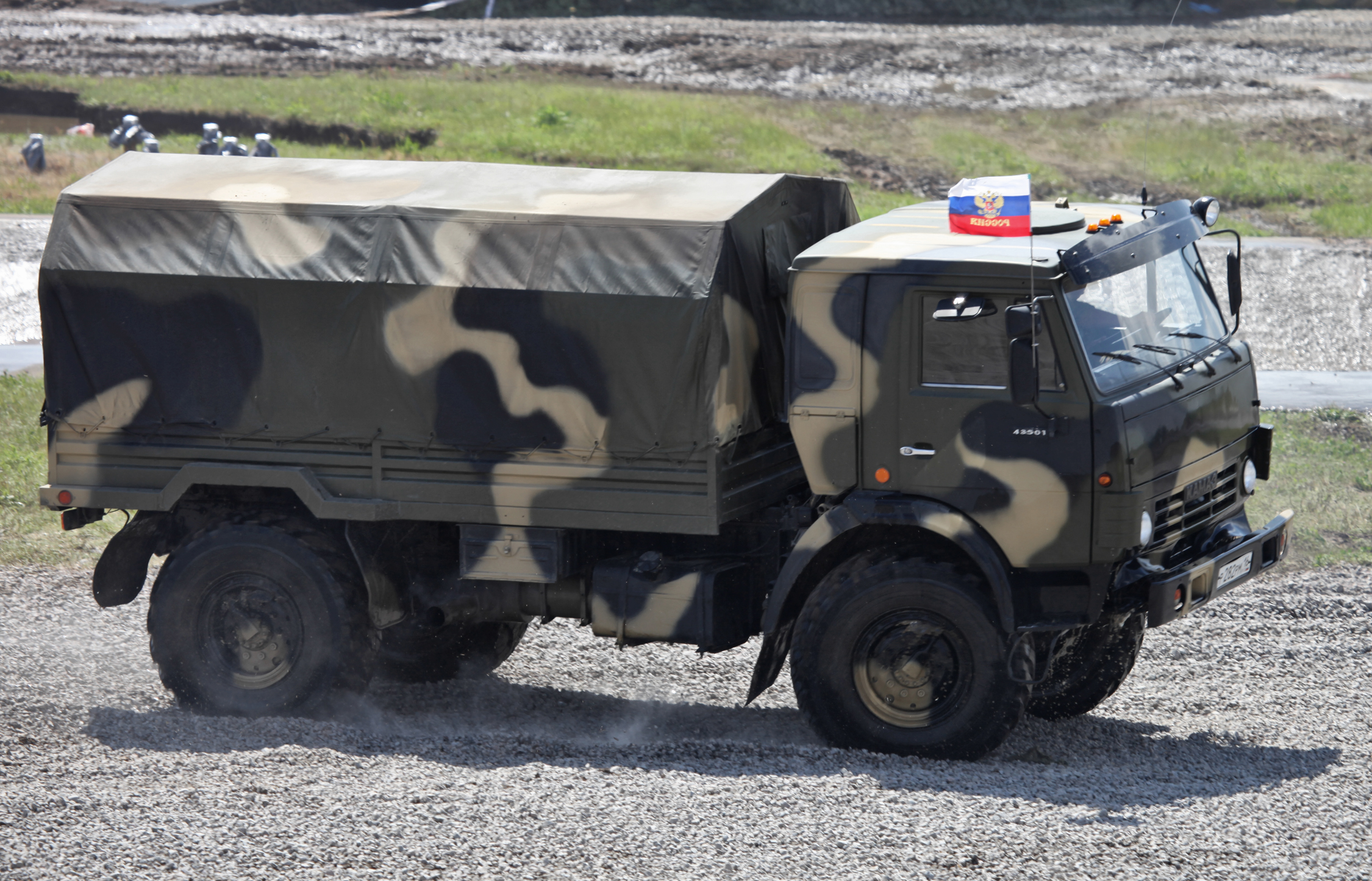
КамАЗ-43501 «Мустанг»

Від автомобіля КамАЗ-4326 відрізняється тільки двигуном і відсутністю повітрозабірника над кабіною водія. На фото: КамАЗ-4350 (на передньому плані) і КамАЗ-4326 (на задньому плані).

## Модифікації
- КамАЗ-4350 — базова модель вантажністю 4 т.
- КамАЗ-43501 — вкорочена версія КамАЗ-4350 вантажністю 3 т.
- КамАЗ-43502 — версія КамАЗ-4350 з двигуном КАМАЗ-740.652-260 (Євро-4) потужністю 260 к.с., вантажністю 5,5 т.

## Машини на основі

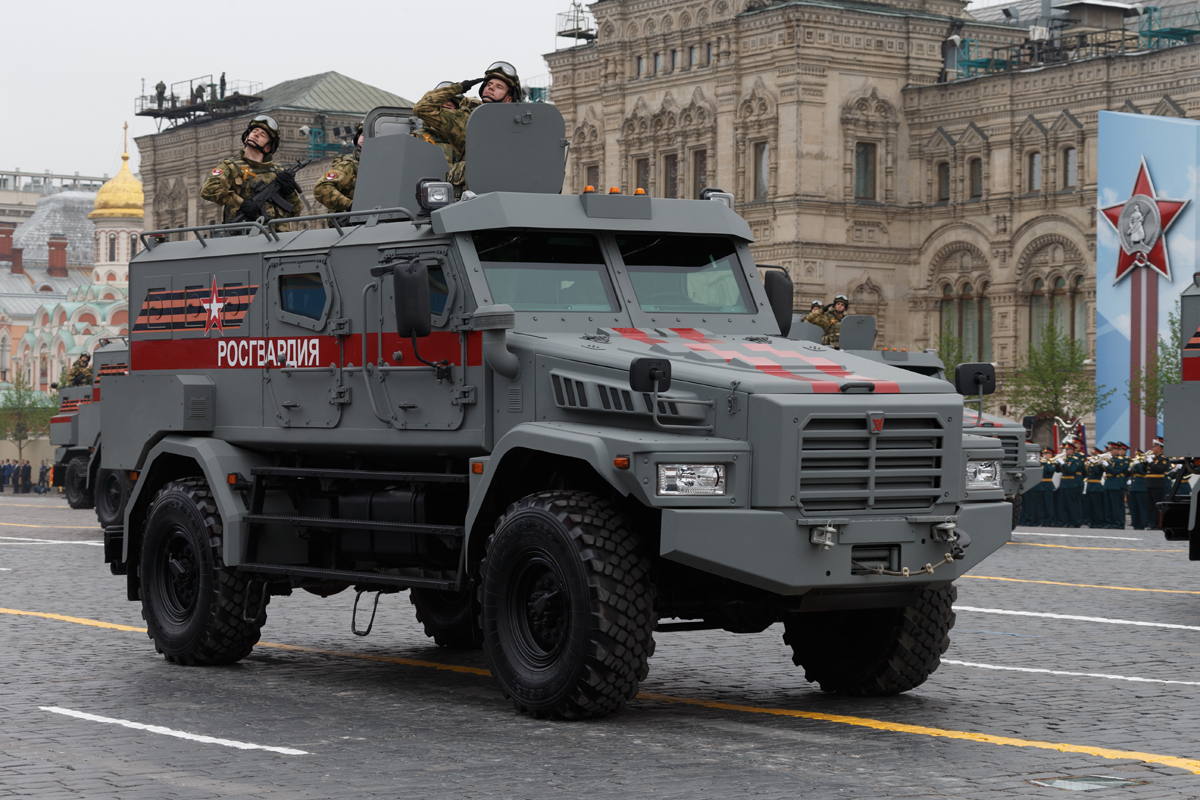
КамАЗ-435029 «Патруль»

### КамАЗ-435029 «Патруль»
Бронеавтомобіль  КамАЗ-435029 «Патруль» призначений для патрулювання місцевості, розвідки, транспортування особового складу, виконання спеціальних завдань, в тому числі в міських умовах. Потенційні замовники - МВС, Міністерство оборони, різні силові підрозділи. Автомобіль має корпус з броньованої сталі, що захищає екіпаж від 7,62-мм куль гвинтівок і автоматів.

### Командно-штабні
На шасі КамАЗ-4350 можливе встановлення кунгів з обладнанням для радіостанцій Р-161, Р-142Н, Р-142М, тощо.

### 3958 «Горец»
На шасі КамАЗ-43501 створений спеціальний автомобіль моделі 3958 «Горец» з броньованою за 5 класом кабіною (за ГОСТ 50963-96), та бронекапсулою на 8 місць, з шостим класом захисту. Машина з повною масою 11 т призначена для озброєння воєнізованих гірських підрозділів.

### КамАЗ-Бархан
Дослідна машина з капотним компонуванням, електропневматичним керуванням коробкою передач та низкою інших змін.